# Witte en Zwarte Brekken
Witte en Zwarte Brekken este o arie protejată (arie de protecție specială avifaunistică — SPA) din Țările de Jos întinsă pe o suprafață de 433 ha, integral pe uscat.

## Localizare
Centrul sitului Witte en Zwarte Brekken este situat la coordonatele 52°59′52″N 5°40′52″E / 52.9977°N 5.6812°E.

## Înființare
Situl Witte en Zwarte Brekken a fost declarat arie de protecție specială avifaunistică în martie 2000 pentru a proteja 9 specii de animale.

## Biodiversitate
Situată în ecoregiunea atlantică, aria protejată nu include niciun habitat protejat.
La baza desemnării sitului se află mai multe specii protejate de  păsări (9): rață lingurar (Anas clypeata), rață pitică (Anas crecca), rață fluierătoare (Anas penelope), rață pestriță (Anas strepera), gârliță mare (Anser albifrons), gâscă cu cioc scurt (Anser brachyrhynchus), Branta leucopsis, sitar de mâl (Limosa limosa), bătăuș (Philomachus pugnax).